# Liste der denkmalgeschützten Objekte in Wölbling
Die Liste der denkmalgeschützten Objekte in Wölbling enthält die 12 denkmalgeschützten, unbeweglichen Objekte der Gemeinde Wölbling im niederösterreichischen Bezirk St. Pölten.

## Denkmäler
| Foto |                 | Denkmal                                                                                         | Standort                                           | Beschreibung | Metadaten |
| ---- | --------------- | ----------------------------------------------------------------------------------------------- | -------------------------------------------------- | --- | --- |
| ja   | Datei hochladen | Bildstock, Barbarakreuz HERIS-ID: 78243 Objekt-ID: 91901                                        | nordwestlich Am Reiterhof 1 Standort KG: Ambach    | Das spätbarocke Barbarakreuz ist ein vor 1740 errichteter Pfeilerbildstock mit erneuertem Fundament. An der Vorderseite sind vier übereinanderliegenden Nischen zu sehen, während die anderen Seiten glatt abgemauert sind. Die rechteckige Nische im leicht vorkragenden Dreiecksgiebelaufsatz ist leer. In der zweiten Nische von oben, ebenfalls rechteckig, befindet sich ein im Stil einer Ikone ausgeführtes Hinterglasbild der hl. Maria mit dem Jesuskind und darunter eine Rundbogennische mit einem Kreuz. Die wiederum rechteckige, verglaste und durch ein Holzgitter geschützte unterste Nische enthält ein polychromes Bild der hl. Barbara. 1947, 1982 und 1999 wurde das Denkmal renoviert. Die Verehrung der hl. Barbara, der Schutzpatronin der Bergleute, hat in der Gegend um Ambach Tradition, da in der Nähe bis in die 1960er-Jahre ein Braunkohlebergwerk betrieben wurde, der Hermannschacht. | BDA-Hist.: Q38151759 Status: § 2a Stand der BDA-Liste: 2025-06-30 Name: Bildstock, Barbarakreuz GstNr.: 717 Barbarakreuz (Ambach)                                            |
| ja   | Datei hochladen | Ortskapelle Hausheim HERIS-ID: 78242 Objekt-ID: 91900                                           | neben Hausheim 32 Standort KG: Hausheim            | Über die Entstehung der Hausheimer Ortskapelle ist nichts überliefert. Am 5. Jänner 1766 gelobte die Gemeinde die „Erhaltung der Kapelle mit Türmchen und Gebetsglöckchen“. | BDA-Hist.: Q38151749 Status: § 2a Stand der BDA-Liste: 2025-06-30 Name: Ortskapelle Hausheim GstNr.: 58                                                                      |
| ja   | Datei hochladen | Flur-/Wegkapelle HERIS-ID: 61153 Objekt-ID: 73563                                               | bei Landersdorf 10 Standort KG: Landersdorf        | Die dem hl. Johannes Nepomuk geweihte Kapelle in Landersdorf ist eine Betkapelle mit Sitzbänken im Freien. | BDA-Hist.: Q38094634 Status: § 2a Stand der BDA-Liste: 2025-06-30 Name: Flur-/Wegkapelle GstNr.: 660/5 Kapelle Landersdorf                                                   |
| ja   | Datei hochladen | Schloss Landersdorf HERIS-ID: 61152 Objekt-ID: 73562                                            | Landersdorf 15 Standort KG: Landersdorf            | Erste urkundliche Erwähnung: 8. Mai 1155 als adeliges Gut, kam 1674 zum Erzbistum Salzburg (bis 1802), danach der Herrschaft Walpersdorf einverleibt. | BDA-Hist.: Q38094619 Status: § 2a Stand der BDA-Liste: 2025-06-30 Name: Schloss Landersdorf GstNr.: .11 Schloss Landersdorf                                                  |
| ja   | Datei hochladen | Rathaus/Gemeindeamt HERIS-ID: 61134 Objekt-ID: 73544                                            | Oberer Markt 1 Standort KG: Oberwölbling           | Zweigeschoßiges Eckhaus, im Kern aus der 2. Hälfte des 16. Jahrhunderts, Fassade und Umbauten aus dem 20. Jahrhundert. | BDA-Hist.: Q38094551 Status: § 2a Stand der BDA-Liste: 2025-06-30 Name: Rathaus/Gemeindeamt GstNr.: 46/5                                                                     |
| ja   | Datei hochladen | Pranger HERIS-ID: 61135 Objekt-ID: 73545                                                        | bei Oberer Markt 3 Standort KG: Oberwölbling       | 1584 von Freiherr von Jörger errichtet als Zeichen der Hochgerichtsbarkeit, besterhaltener Pranger im Bezirk St. Pölten | BDA-Hist.: Q38094564 Status: § 2a Stand der BDA-Liste: 2025-06-30 Name: Pranger GstNr.: 1257/1                                                                               |
| ja   | Datei hochladen | Kath. Pfarrkirche hll. Peter und Paul und Wehrmauer mit Türmen HERIS-ID: 50351 Objekt-ID: 55230 | Oberer Markt 17 Standort KG: Oberwölbling          | Am oberen Ende des Marktplatzes um 1500 erbaut: spätgotische dreischiffige Staffelkirche mit barocker Veränderung. Der vorgebaute Westturm ist im Kern mittelalterlich, Obergeschoß und Turmhelm wurden 1846 aufgebaut | BDA-Hist.: Q38039622 Status: § 2a Stand der BDA-Liste: 2025-06-30 Name: Kath. Pfarrkirche hll. Peter und Paul und Wehrmauer mit Türmen GstNr.: 35/3 Pfarrkirche Oberwölbling |
| ja   | Datei hochladen | Bildstock Herrgott auf der Wies HERIS-ID: 61138 Objekt-ID: 73548                                | gegenüber Wachaustraße 8 Standort KG: Oberwölbling | Die Statue stammt aus dem Jahr 1899, die Verehrung des gegeißelten Heilands geht auf den Passionskult im 18. Jahrhundert der bayrischen „Wieskirche“ (Name!) zurück | BDA-Hist.: Q38094586 Status: § 2a Stand der BDA-Liste: 2025-06-30 Name: Bildstock Herrgott auf der Wies GstNr.: 788/4                                                        |
| ja   | Datei hochladen | Pfarrhof HERIS-ID: 61136 Objekt-ID: 73546                                                       | Waldbadstraße 6 Standort KG: Oberwölbling          | 1756 von Pfarrer Johann Georg Scheibnpogn ca. 300 Meter westlich der Kirche erbaut. | BDA-Hist.: Q38094573 Status: § 2a Stand der BDA-Liste: 2025-06-30 Name: Pfarrhof GstNr.: 5                                                                                   |
| ja   | Datei hochladen | Bildstock, Flötzersteig (Kaiblinger) HERIS-ID: 78245 Objekt-ID: 91903                           | Standort KG: Oberwölbling                          | Das Marterl am Flötzersteig liegt an einem Feldweg, den die früheren Donauflößer auf ihrem Heimweg donauaufwärts nutzten. Die Umstände der Entstehung sind nicht überliefert. Es verfügt über Nischen mit Bildern. Mitte der 1990er-Jahre wurde es von der ortsansässigen Familie Mader renoviert. | BDA-Hist.: Q38151771 Status: § 2a Stand der BDA-Liste: 2025-06-30 Name: Bildstock, Flötzersteig (Kaiblinger) GstNr.: 1259                                                    |
| ja   | Datei hochladen | Befestigte Höhensiedlung Singerkreuz HERIS-ID: 83222 Objekt-ID: 97094                           | Dachsgraben Standort KG: Ratzersdorf               | Besiedlung in vorgeschichtlicher Zeit, ca. 2300/2200–1600 v. Chr.: vollständig von einem Wall umgebene, befestigte Siedlung, an der Nordseite mehrfaches Graben-Wall-System | BDA-Hist.: Q38180197 Status: Bescheid Stand der BDA-Liste: 2025-06-30 Name: Befestigte Höhensiedlung Singerkreuz GstNr.: 15, 8/5, 8/4, 5, 8/3, 8/2, 8/1                      |
| ja   | Datei hochladen | Kath. Filialkirche hl. Vitus und ehem. Friedhof HERIS-ID: 61150 Objekt-ID: 73560                | Unterwölbling 137 Standort KG: Unterwölbling       | Die 1511–1522 erbaute dreischiffige spätgotische Hallenkirche war ursprünglich eine Wehrkirche, die Befestigungsanlagen sind nicht mehr erkennbar. 1650 der Pfarre Oberwölbling eingegliedert. | BDA-Hist.: Q38094608 Status: § 2a Stand der BDA-Liste: 2025-06-30 Name: Kath. Filialkirche hl. Vitus und ehem. Friedhof GstNr.: 69/3 Filialkirche Unterwölbling              |